# Орден Преподобного Нестора Летописца
Орден преподобного Нестора Летописца — награда Украинской православной церкви (Московского патриархата). Орден имеет три степени.
Орден учреждён Священным Синодом Украинской православной церкви.

## Статут ордена

### Основания для награждения
Согласно Уставу, орден учреждён «для награждения епископата, духовенства, мирян, государственных деятелей, журналистов, писателей, поэтов и педагогов за личный вклад в издательскую, церковно-литературную и писательскую деятельность, а также за распространение светлых идеалов Православия в общественно-политической жизни Украины». Также известны случаи награждения орденом организаций.
Награждение орденом осуществляется по благословению Предстоятеля Украинской Православной Церкви и проводится последовательно, начиная с III степени.
Представление к награждению орденом осуществляется «ходатайством правящих архиереев на имя Митрополита Киевского и всея Украины. Вносить предложения о награждении орденом могут также органы законодательной, исполнительной и судебной власти», а «решение о награждении принимается Комиссией по награждениям».
«Орден, как правило, вручает Предстоятель Украинской Православной Церкви или, по его благословению, епархиальный архиерей» в торжественной обстановке.

### Степени ордена
Орден имеет три степени, при награждении вручается знак ордена и грамота.

### Правила ношения
Носят орден І степени на орденской ленте на шее или с правой стороны груди; II и III степени — с правой стороны груди.

## Описание Ордена

### I степень
Изготавливается из меди и покрывается позолотой (толщина покрытия — 0,2 мк). Знак ордена имеет форму равностороннего креста, между сторонами которого расположены по пять позолоченных лучей. Стороны креста залиты красной и белой эмалью. В центре креста — медальон с рельефным изображением преподобного Нестора Летописца. По кругу медальона на фоне эмали красного цвета помещена надпись: «ЗА ЦЕРКОВНЫЕ ЗАСЛУГИ». Медальон покрыт черненым серебром (толщина покрытия — 9 мк).
Под медальоном — две перекрещенные лавровые ветви, покрытые позолотой. На фоне красной эмали между сторонами креста помещены четыре открытые позолоченные книги. Орден венчает маленькая корона с крестиком, залитая эмалью красного цвета и украшенная стразом белого цвета.
На обратной стороне — застёжка для прикрепления ордена к одежде и выгравирован номер награды.
Орден имеет орденскую ленту золотистого цвета, а его размер — 65×50 мм, диаметр медальона — 28 мм.

### II степень
Такой же, как и I степени, только не имеет лавровых ветвей и орденской ленты, а вместо красной эмали — эмаль синего цвета.

### III степень
Такой же, как и II степени, но посеребрён, имеет форму креста без лучей, а вместо синей эмали — эмаль темно-зелёного цвета.